# Johann Hinrich Bockelmann
Johann Hinrich Bockelmann (* 14. Januar 1804 in Verden; † 20. Dezember 1868 in Hamburg) war ein Hamburger Fabrikant und Abgeordneter.

## Leben
Bockelmann war Fabrikant von Posamentierwaren und amtierte von 1850 bis 1855 als Armenpfleger.
Von 1859 bis 1865 gehörte er der Hamburgischen Bürgerschaft an.